# Sarcophyton crassifolium
Espèce
Classification phylogénétique
Synonymes
- Sarcanthus crassifolius (Lindl. & Paxton) J.J.Sm.
- Cleisostoma crassifolium Lindl. & Paxton
- Acampe crassifolia (Lindl. & Paxton) Szlach.

Statut CITES
Sarcophyton crassifolium est une espèce de plantes à fleurs de la famille des Orchidaceae (les orchidées) et du genre Sarcophyton. Elle fut tout d'abord décrite par John Lindley et Joseph Paxton en 1912 puis reclassée dans le genre Sarcophyton créée en 1972 par Leslie Andrew Garay. Son nom vernaculaire est en anglais thick leaved Sarcophyton qui signifie le Sarcophyton à feuilles épaisses. Aucune sous-espèce n'est répertoriée. Elle est endémique aux Philippines.

## Description générale
Orchidée miniature épiphyte avec des feuilles charnues, rainurées, courbes et raides. Fleurit au printemps avec des inflorescences courtes, axillaires, paniculées créant des branches affaissées et densément fleuries. Comporte un gynostème court, un rostellum court et un large labelle à volants. Fleurs mesurant environ 1 cm.